# Kamienica przy pl. Solnym 14 we Wrocławiu
Kamienica przy pl. Solnym 14 – kamienica przy Placu Solnym 14 we Wrocławiu, XVIII-wieczny budynek Komendantury.

## Historia i architektura kamienicy

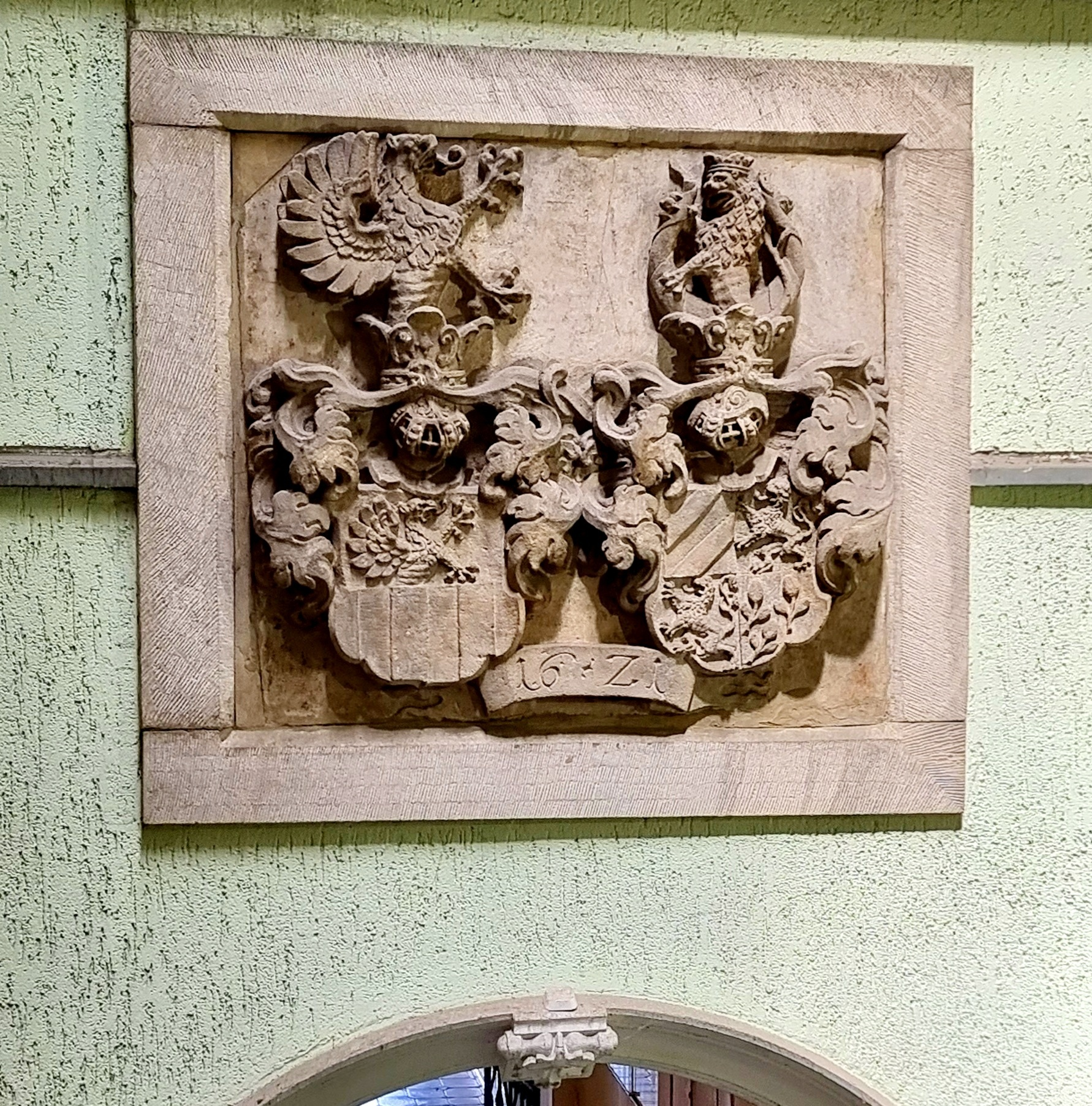
Kartusz w sieni kamienicy

Pierwsza murowana trzykondygnacyjna kamienica została wzniesiona w XVI wieku ok. 1550 roku. Na planie Weihnera z 1562 roku, na parceli znajdowały się dwie wąskie kamienice pokryte dachami dwuspadowymi ustawione kalenicowo jedna do placu a druga do ul. Szajnochy. Z tego okresy zachowały się pomieszczenia piwniczne w części północnej. Jedno z tych pomieszczeń znajdujące się północno-wschodnim narożniku jest sklepione kolebką na łuku pełnym prostopadłą do elewacji frontowej. Takie rozmieszczenie pomieszczenia mogłoby wskazywać na istnienie w tym miejscu pierwotnie kamienicy szczytowej. Odmienny układ kolebek sklepiających w piwnicznych pomieszczeniach od strony zachodniej wskazuje na kamienicę kalenicową. W połowie XVI wieku obie kamienice zostały przebudowane i połączone w jeden, prawdopodobnie dwutraktowy budynek. Na rycinie Carla Remsharta z pierwszej połowy XVIII wieku kamienica miała jeszcze gotycko-renesansową attykę, druga i trzecia kondygnacja miała 7-osiową fasadę okienną. Część parterowa miała formę warowną - małe okna strzelnicze i bramę przelotową.
Od 1741 roku była rezydencją wojskowego komendanta miasta, a około 1750 roku została przebudowana. Powstała wówczas trzykondygnacyjna, dwuskrzydłowa, kalenicowa kamienica z ośmioosiową elewacją frontową, z dwoma osiami środkowymi przedłużonymi na wysokości dachu o wybudówkę w dachu i z wewnętrznym dziedzińcem. Część parterowa była boniowana, wykuto w niej duże otwory okienne. Skrajne osie były nieznacznie zryzalitowane, a na ich skrajach umieszczono boniowane lizeny. Dwie osie środkowe były wydzielone pilastrami wielkiego porządku i posiadały bogatą dekorację naczółków okiennych. Nad dwoma środkowymi osiami, nad gzymsem koronującym, umieszczona była dwuosiowa i dwukondygnacyjna facjata zakończona trójkątnym tympanonem. Całość pokrywał trzykondygnacyjny dach kalenicowy z siedmioma małym lukarnami.
Według Wojciecha Brzezowskiego w 1830 roku zamieniono formę tympanonu. W zachowanej z 1817 roku, pierwszej wersji projektu pomnika Gebharda Leberechta Blüchera umieszczonego na środku placu Solnego w 1927 roku, autorstwa Carla Langhansa, widoczna w tle kamienica nr 14 posiada już zmieniony tympanon i nie ma jeszcze budynku Starej Giełdy wzniesionego dopiero w 1824 roku . Budynek kamienicy nr 14 uwiecznił na stalorycie Georg Michael Kurz wykonanym w latach 1840-1850. Około roku 1860, za sprawą właścicieli obu kamienic, braci Emanuela, Gustava i Josepha Friedländerów, budynki zostały połączone. Bracia byli właścicielami firmy bankowo-handlowo-transportowej. Przebudowa miała na celu dostosowania budynków do celów handlowych firmy. W 1870 roku  powstała zachowana do dzisiaj nowa elewacja neorenesansowa, budynek podniesiono o jedną kondygnację i pokryto go płaskim dachem. W części parterowej, tam gdzie była brama, umieszczono trzy okna sklepowe.
W 1860 roku wzniesiono nowy budynek od strony ulicy Szajnochy.
W podwórzu budynku zachował się wczesnobarokowy kartusz herbowy. Tylne skrzydło kamienicy wychodzi na ulicę Szajnochy 4, gdzie w 8-osiowej elewacji w osi środkowej znajduje się osobne wejście do budynku.